# Isaac Louté
James Isaac Luther (* 10. Oktober 1991 in Gboko, Nigeria), besser bekannt unter seinem Künstlernamen Isaac Louté, ist ein nigerianisch-beninischer Fußballspieler.

## Leben
Luther wurde in Gboko, Benue State geboren und wuchs in Lagos, gemeinsam mit seinem ein Jahr älteren Bruder Daniel auf. Daniel Loute ist ebenfalls Fußballspieler und spielte mit Isaac bis zu seinem Wechsel nach Gabun in einer Mannschaft.

## Karriere

### Verein
Luther startete seine Karriere in Gboko mit den BCC Lions. Im Frühjahr 2009 verließ er seine Heimatstadt und wechselte in die Nigeria Professional Football League zum Gateway FC. Nach nur einem halben Jahr, verließ er bereits den GFC und wechselte zum Ligarivalen Lobi Stars. Es folgten 2010 Stationen bei Akwa United und Enugu Rangers. Im Juli 2010 verließ er seine Heimat Nigeria und wechselte nach Benin zu Soleil de Cotonou FC. Er spielte 18 Monate für Soleil FC und wurde im November 2011 zu AS Mangasport nach Gabun verkauft.
Im Oktober 2012 verließ er den AS Mangasport und kehrte zurück in den Benin, wo er für USS Kraké unterschrieb. Im April 2013 absolvierte er ein Probetraining mit Sharks FC, für den im Mai 2013 einen Vertrag unterschrieb.

### Nationalmannschaft
Durch gute Leistungen in Benin wurde er im Herbst 2010 erstmals in die Beninische Fußballnationalmannschaft berufen. Dort gab der gebürtige Nigerianer im Oktober 2010 gegen Ruanda sein Länderspieldebüt. Am 3. November 2011 wurde er für Benin für das UEMOA Tournament berufen.